# Nakhodka
 For alternative betydninger, se Nakhodka (flertydig). (Se også artikler, som begynder med Nakhodka)
Nakhodka (russisk: Находка, tr. Nakhodka) er en havneby i Primorskij kraj i Fjernøstlige føderale distrikt i Den Russiske Føderation, der ligger på Trudnyjhalvøen i Nakhodkabugten i Det Japanske Hav omkring 85 km øst for Vladivostok med 136.096 (2023) indbyggere.

## Geografi
Tekst mangler, hjælp os med at skrive teksten

### Klima
Nakhodka har et af de mildeste klimaer i Primorskij kraj og hele den asiatiske del af Rusland takket være den sydlige placering og påvirkning fra Det Japanske Hav. Gennemsnits temperatur i januar er -10 °C og i august (varmeste måned) 21 °C.

## Historie
Nakhodkabugten, som byen ligger ved, blev opdaget i 1859 af den russiske korvet Amerika, der ankrede i bugten under en storm. For at mindes denne begivenhed fik den isfri og forholdsvis rolige bugt navnet Nakhodka, som på russisk betyder "opdagelse" eller "lykketræf".
Indtil begyndelsen af 1900-tallet var området omkring bugten ubeboet. Den første bosættelse, en lille fiskerlandsby, som blev opkaldt efter korvetten Amerika, blev grundlagt i 1907. Da den sovjetiske regering i 1930'erne besluttede at bygge en havn i området, blev en række små byer grundlagt, som voksede sammen til en samlet bebyggelse i 1940'erne. Den 18. maj 1950 fik landsbyen, der da havde omkring 28.000 indbyggere, bystatus.
I begyndelsen af 1950'erne besluttede de sovjetiske myndigheder til at lukke Vladivostok for udenlandsk skibsfart og bruge havnen som base for den sovjetiske stillehavsflåde. Nakhodka blev her efter både den østlige endestation for persontog på den transsibiriske jernbane og eneste havn i den russiske fjernøsten, der var åben for udlændinge, faktorer der stimulere byens hurtige vækst. Byens storhedstid var i 1970'erne og 1980'erne, hvor den blev renovereret for at leve op til rollen som den vigtigste russiske by i fjerøsten.

## Administrativ og kommunal status
Indenfor rammerne af den administrative opdeling af den Russiske Føderation er Nakhodka, sammen med tre landlige bebyggelser, registreret som en by af føderal betydning, Nakhodkinskij byokrug, en administrativ enhed med status svarende til en rajon.

## Økonomi og infrastruktur
Byens økonomi, hovedsageligt baseret omkring havnen og relaterede aktiviteter, såsom fiskeforarbejdning og konserves. Byen har har haft økonomisk tilbagegang siden 1991, hvor Vladivostok blev åbnet for udenlandsk aktivitet igen. Lokal industri kom under yderligere pres under finanskrisen i Rusland i 1998. Imidlertid er Nakhodka blevet erklæret en fri økonomisk zone, og både den føderale regering i Moskva og Primorskij krajs regering i Vladivostok har syntes interesseret i at åbne byen yderligere for udenlandske investeringer.
Nakhodka er et vigtigt trafikalt knudepunkt, hvor varer fra Japan overføres fra skibe til det russiske jernbanesystem, herunder transsibiriske jernbane.
I 2010 var der noteret 1.932 virksomheder i Nakhodka. Heraf 646 butikker, 210 offentlige spisesteder og 9 markeder. Den årlig omsætning var 13,1 mia rubler (> 430 mio $). Der er mange indkøbscentre, supermarkeder, føderale butikskæde forretninger i byen, bl.a. Svyaznoy, Yevroset, Eldorado. 
Byens virksomheder rangerer ofte på den landsdækkende liste "100 bedste varer i Rusland". 
Der er åbnet en rådgivning for unge iværksættere, et samarbejde mellem Nakhodka og Bellingham, USA.

## Venskabsbyer
| - Maizuru, Japan - Otaru, Japan - Tsuruga, Japan - Jilin, Kina - Donghae, Syd Korea | - Phuket, Thailand - Bellingham, USA - Oakland, USA - Clare, USA |